# Medrões
Medrões é uma povoação portuguesa sede da Freguesia de Medrões do Município de Santa Marta de Penaguião, freguesia com 5,27 km² de área e 433 habitantes (censo de 2021), tendo, por isso, uma densidade populacional de 82,2 hab./km².

## Demografia
A população registada nos censos foi:
| Distribuição da População por Grupos Etários | Distribuição da População por Grupos Etários | Distribuição da População por Grupos Etários | Distribuição da População por Grupos Etários | Distribuição da População por Grupos Etários |
| -------------------------------------------- | -------------------------------------------- | -------------------------------------------- | -------------------------------------------- | -------------------------------------------- |
| Ano                                          | 0-14 Anos                                    | 15-24 Anos                                   | 25-64 Anos                                   | > 65 Anos                                    |
| 2001                                         | 105                                          | 89                                           | 320                                          | 131                                          |
| 2011                                         | 76                                           | 48                                           | 254                                          | 127                                          |
| 2021                                         | 34                                           | 56                                           | 205                                          | 138                                          |

## Património
- Capela de São Pedro
- Fonte do Rei
- Capela da Sra dos Remédios